# Таблиця для перевірки зору

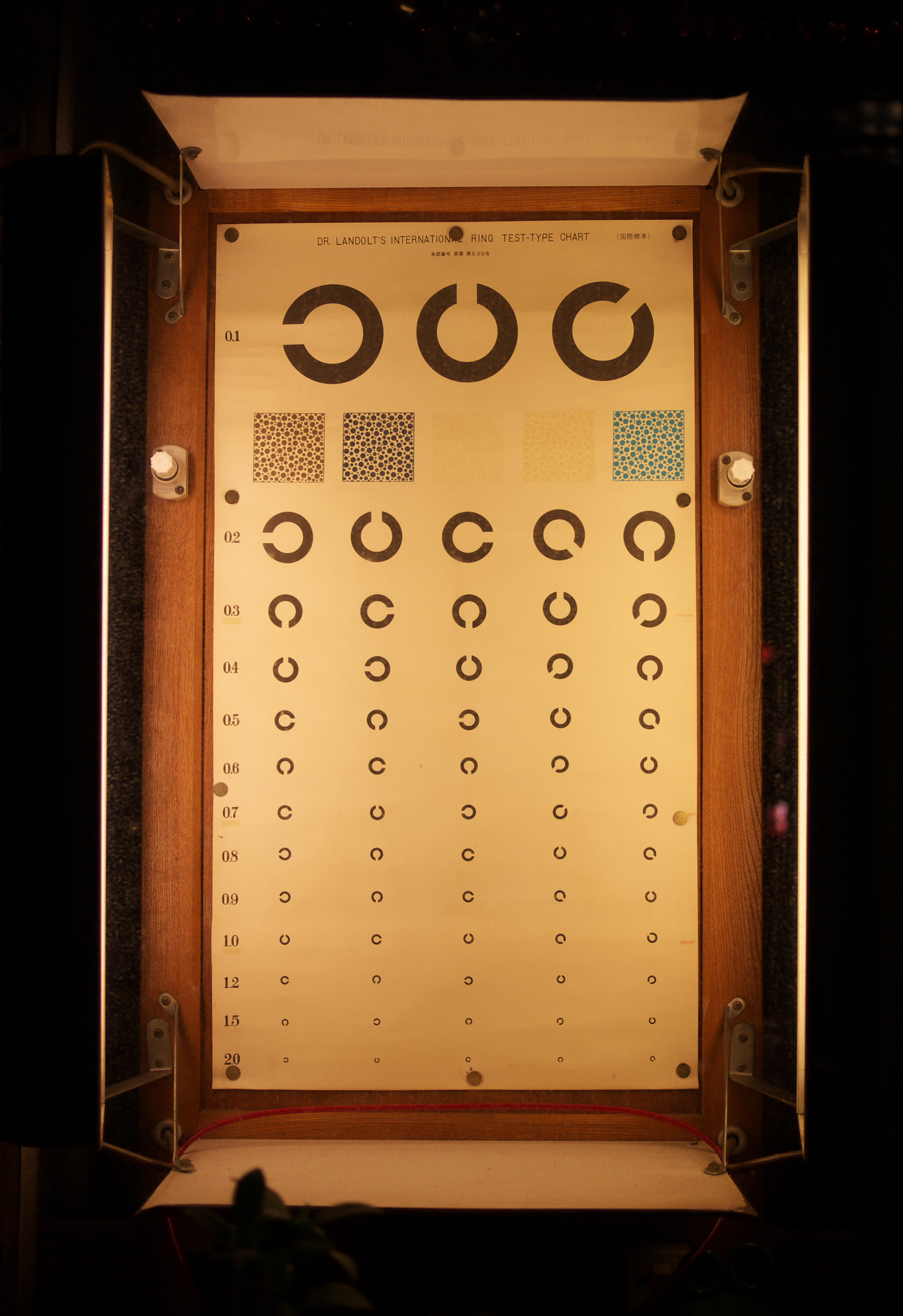
Оптометрична таблиця

Таблиця для перевірки зору (таблиця для перевірки гостроти зору, оптометрична таблиця, оптотип) — таблиця з символами для перевірки гостроти зору людини.
Використовується лікарями-фахівцями при консультації пацієнтів для визначення ступеня гостроти зору. Складається з різноманітних символів, розташованих по рядках таблицею з поступовим зменшенням їх розміру.

## Типи таблиць
У різних країнах застосовуються різні таблиці. Найбільш відомі таблиці Снеллена, Сивцева, Головіна, Орлової, LogMAR таблиці (ETDRS, LEA), таблиця Bailey-Lovie, таблиця Monoyer, таблиця Jaeger та інші.
У Росії і деяких російськомовних країнах найчастіше використовується парна таблиця Сивцева-Головіна. Таблиця Головіна використовується для перевірки зору у дітей віком до 9 років (складається з розімкнутих кілець, де розрив знаходиться з однієї з чотирьох сторін), таблиця Сивцева використовується для перевірки зору у дітей старше 9 років (складається з кириличних знаків).
Таблиця Снеллена використовується в європейських країнах і складається з знаків латинського алфавіту.

Таблиця Орлової також використовується для перевірки зору дітей і складається з фігурок.

Типова схема Снеллена оцінки гостроти зору
Таблиця Сивцева (зліва) і таблиця Головіна (праворуч)
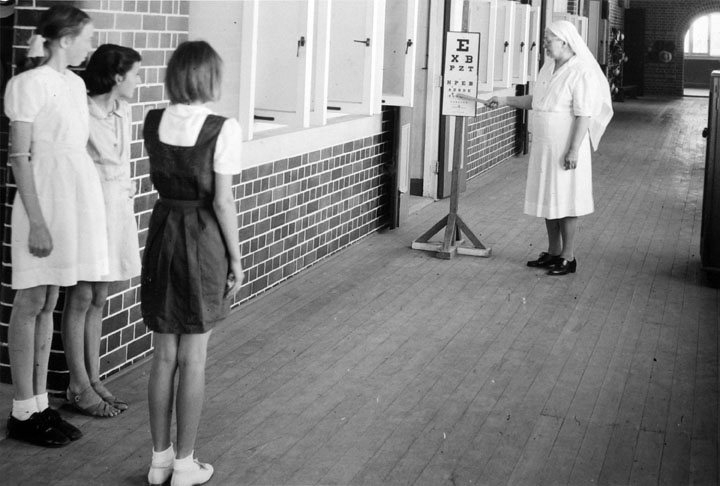
Перевірка гостроти зору; 1946 рік